# Парасюк, Александр Леонидович

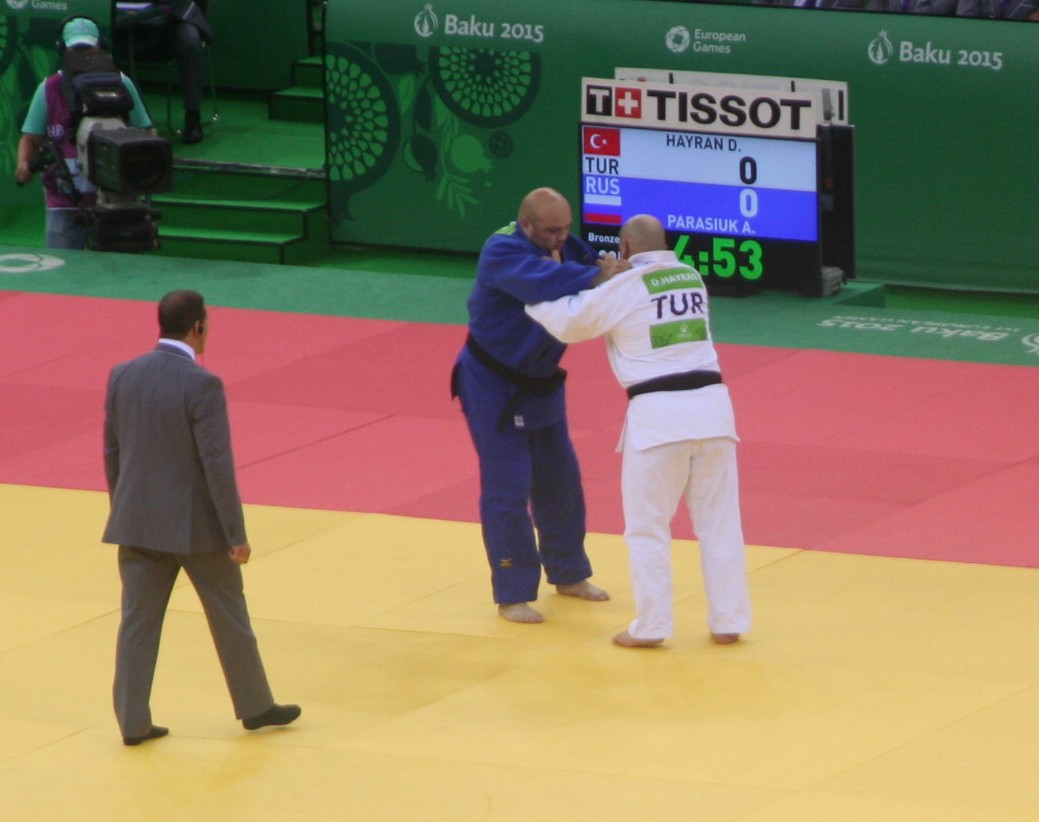
Парасюк (в синем) в поединке за бронзовую медаль. Европейские игры 2015, Баку

Александр Леонидович Парасюк (род. 23 июля 1984) — российский дзюдоист-паралимпиец (спорт слепых). Входит в сборную России. Мастер спорта международного класса России. Занял третье место на Чемпионате Европы по дзюдо среди слепых и слабовидящих 2011. 1 место на Кубке России по дзюдо среди инвалидов по зрению 2012, второе место на чемпионате России2014.
Тренеры — Пегов В. А., Шестаков Е. М.
С 2008 года — в МБОУ ДОД СДЮСШОР № 6 «Геркулес» (г. Уфы)
Выступает за Республика Башкортостан, г. Уфа, Челябинская область, г. Челябинск